# Jelena Tugorkanowna

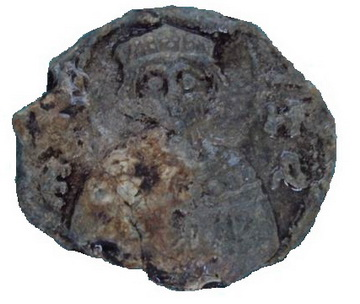
Jelenas Siegel (11. Jahrhundert)

Jelena Tugorkanowna (russisch Елена Тугоркановна, ukrainisch Олена Тугорканівна; * vor 1094; † 28. Februar 1124) war eine kiptschakische Prinzessin und eine Ehefrau des Großfürsten der Kiewer Rus Swjatopolk II.

## Biografie
Sie war die Tochter des kiptschakischen Khans Tugorkan. Die Herrschaft Swjatopolks II. war von verheerenden Angriffen der Kiptschaken geprägt. Er hatte kein militärisches Glück und beschloss, einen Frieden zu schließen, der durch die Heirat mit der Tochter des Khans im Jahr 1094 gefestigt werden sollte. Sie wurde auf den Namen „Jelena“ christlich-orthodox getauft. Die Heirat konnte weitere Kampfhandlungen mit den Kiptschaken nicht abwenden.
Später baute Swjatopolk auf einer Flussinsel gegenüber von Kiew eine Sommerresidenz für seine Frau. Im Gedenken daran wird sie heute Truchaniw-Insel genannt. Der Name leitet sich entweder von „Tugorkan“ oder von „Tugorkanowna“ ab.
Aus der Ehe gingen zwei Söhne hervor: Isjaslaw und Brjatschislaw.